# Liste der Bodendenkmale in Steinreich
Die Liste der Bodendenkmale in Steinreich enthält alle Bodendenkmale der brandenburgischen Gemeinde Steinreich und ihrer Ortsteile. Grundlage ist die Veröffentlichung der Landesdenkmalliste mit dem Stand vom 31. Dezember 2020. Die Baudenkmale sind in der Liste der Baudenkmale in Steinreich aufgeführt.
|   | Gemarkung           | Flur | Kurzansprache | Bodendenkmalnummer | Bemerkung | Bild |
| - | ------------------- | ---- | --- | ------------------ | --------- | ---- |
| 1 | Schenkendorf (Lage) | 5    | Dorfkern deutsches Mittelalter, Friedhof Neuzeit, Friedhof deutsches Mittelalter, Kirche deutsches Mittelalter, Kirche Neuzeit, Dorfkern Neuzeit | 12782              |           |      |
| 2 | Sellendorf (Lage)   | 1, 2 | Dorfkern Neuzeit, Turmhügel deutsches Mittelalter, Dorfkern deutsches Mittelalter                                                                | 12902              |           |      |
| 3 | Hohendorf (Lage)    | 1, 3 | Dorfkern deutsches Mittelalter, Dorfkern Neuzeit, Steinkreuz deutsches Mittelalter                                                               | 10057              |           |      |